# بريندريغار
بريندريغار (بالإنجليزية: Birendranagar)‏ هي مدينة، تتبع مقاطعة سورخيت، بلغ عدد سكانها 47914 نسمة، رمزها البريدي هو 21700.

## المناخ
يظهر الجدول التالي التغييرات المناخية على مدار السنة لبريندريغار:
| البيانات المناخية لـبريندريغار                  | البيانات المناخية لـبريندريغار | البيانات المناخية لـبريندريغار | البيانات المناخية لـبريندريغار | البيانات المناخية لـبريندريغار | البيانات المناخية لـبريندريغار | البيانات المناخية لـبريندريغار | البيانات المناخية لـبريندريغار | البيانات المناخية لـبريندريغار | البيانات المناخية لـبريندريغار | البيانات المناخية لـبريندريغار | البيانات المناخية لـبريندريغار | البيانات المناخية لـبريندريغار | البيانات المناخية لـبريندريغار |
| الشهر                                           | يناير                          | فبراير                         | مارس                           | أبريل                          | مايو                           | يونيو                          | يوليو                          | أغسطس                          | سبتمبر                         | أكتوبر                         | نوفمبر                         | ديسمبر                         | المعدل السنوي                  |
| ----------------------------------------------- | ------------------------------ | ------------------------------ | ------------------------------ | ------------------------------ | ------------------------------ | ------------------------------ | ------------------------------ | ------------------------------ | ------------------------------ | ------------------------------ | ------------------------------ | ------------------------------ | ------------------------------ |
| متوسط درجة الحرارة الكبرى °م (°ف)               | 19.9 (67.8)                    | 22.5 (72.5)                    | 27.6 (81.7)                    | 32.8 (91.0)                    | 33.9 (93.0)                    | 33.1 (91.6)                    | 30.7 (87.3)                    | 30.6 (87.1)                    | 29.9 (85.8)                    | 28.4 (83.1)                    | 24.9 (76.8)                    | 21.2 (70.2)                    | 28.0 (82.4)                    |
| المتوسط اليومي °م (°ف)                          | 12.6 (54.7)                    | 15.2 (59.4)                    | 19.7 (67.5)                    | 24.7 (76.5)                    | 27.2 (81.0)                    | 28.0 (82.4)                    | 27.1 (80.8)                    | 26.9 (80.4)                    | 25.8 (78.4)                    | 22.1 (71.8)                    | 17.7 (63.9)                    | 13.8 (56.8)                    | 21.7 (71.1)                    |
| متوسط درجة الحرارة الصغرى °م (°ف)               | 5.4 (41.7)                     | 7.9 (46.2)                     | 11.8 (53.2)                    | 16.6 (61.9)                    | 20.4 (68.7)                    | 22.9 (73.2)                    | 23.5 (74.3)                    | 23.3 (73.9)                    | 21.6 (70.9)                    | 15.8 (60.4)                    | 10.4 (50.7)                    | 6.4 (43.5)                     | 15.5 (59.9)                    |
| الهطول مم (إنش)                                 | 34.4 (1.35)                    | 42.5 (1.67)                    | 26.0 (1.02)                    | 29.2 (1.15)                    | 91.3 (3.59)                    | 252.3 (9.93)                   | 471.9 (18.58)                  | 422.6 (16.64)                  | 190.9 (7.52)                   | 42.4 (1.67)                    | 9.7 (0.38)                     | 18.5 (0.73)                    | 1٬631٫7 (64.24)                |
| المصدر: Department Of Hydrology and Meteorology |                                |                                |                                |                                |                                |                                |                                |                                |                                |                                |                                |                                |                                |